# Valenciennea wardii
Valenciennea wardii är en fiskart som först beskrevs av Playfair, 1867.  Valenciennea wardii ingår i släktet Valenciennea och familjen smörbultsfiskar. Inga underarter finns listade i Catalogue of Life.